# Mureropodia apae
Mureropodia apae es una especie animal extinta que vivió en lo que hoy es España a finales del Cámbrico temprano. Género y especie fueron descritos en 2011 por José Antonio Gámez Vintaned, Eladio Liñán y Andrey Yu. Zhuravlev a partir de un fósil procedente del yacimiento de Murero (Zaragoza, España). El holotipo y único espécimen conocido de M. apae (MPZ-2009/1241) fue interpretado originalmente como la sección anterior de un lobópodo xenusio por Gámez et al., sin embargo, fue reinterpretado posteriormente como un apéndice frontal aislado del género de radiodontos Caryosyntrips (Caryosyntrips cf. camurus) por Pates y Daley.
El nombre del género procede de Murero, localidad en la que se encontró el fósil, y del griego πoύς, pata. La parte específica del nombre binomial (apae) está dedicado a la Asociación Paleontológica Aragonesa (APA).

## Descubrimiento
El único ejemplar conocido de Mureropodia apae fue encontrado en 1996 por Javier Andreu, un aficionado a la paleontología, miembro de la Asociación Paleontológica Aragonesa, durante una campaña organizada por Eladio Liñán, de la Universidad de Zaragoza, en colaboración con la APA y la Sociedad de Amigos del Museo Paleontológico de la Universidad de Zaragoza (museo hoy denominado de Ciencias Naturales de la Universidad de Zaragoza).

## Descripción

### Como xenusio
En la descripción original de M. apae, se interpreta que el animal posee un cuerpo alargado, fusiforme, sin ornamentación, con varios pares de apéndices locomotores telescópicos cortos (lobópodos), terminados en pequeñas garras. Posee una boca en el extremo de una probóscide anterior telescópica relativamente larga.
Por todo el fósil (tronco, probóscide y lobópodos) se aprecian crestas longitudinales y transversales dando un aspecto reticular a la superficie, correspondientes con las fibras del saco dermomuscular. Estas crestas varían en empaquetamiento y anchura en distintas zonas, siendo más finas en el extremo distal de la probóscide. Asimismo, se distinguen diminutas papilas repartidas por todo el fósil. Algunas excrecencias dorsales en el tronco le darían un aspecto rugoso.

#### Probóscide
La probóscide es alargada y algo curvada, mide 22 mm de longitud y presenta una cierta constricción en su unión con el tronco. Pequeños poros en la zona anterior podrían indicar canales sensoriales y pequeñas placas en la punta podrían corresponder a dientes faríngeos. Alrededor de la zona media aparecen unas pequeñas formas carbonáceas parecidas a garras, que bien pudieran equivaler a la estructura anular de cerdas sensitivas y locomotoras de los cefalorrincos actuales.
Desde la punta de la probóscide sale además una fina estructura dirigida hacia atrás, interpretada como un probable apéndice, con forma de antena, dotada de pequeñas papilas e hileras de microporos.

#### Lobópodos
El ejemplar fósil parcial muestra cinco apéndices locomotores telescópicos (lobópodos) del lado izquierdo del animal, similares entre sí y ligeramente dirigidos hacia adelante.
Uno de los lobópodos, el segundo, conserva en su extremo cuatro pequeñas garras curvas de 0,3 mm de longitud. Los lobópodos segundo, cuarto y quinto presentan asimismo pequeñas estructuras filamentosas en la zona posterior, desde el extremo más próximo al cuerpo hasta la zona media de cada uno, que bien pudieran corresponder a restos de los haces musculares encargados de moverlos.
Unas pequeñas excrecencias triangulares del tronco, por delante de cada lobópodo, podrían representar una segunda serie de apéndices más pequeños.

### Como radiodonto

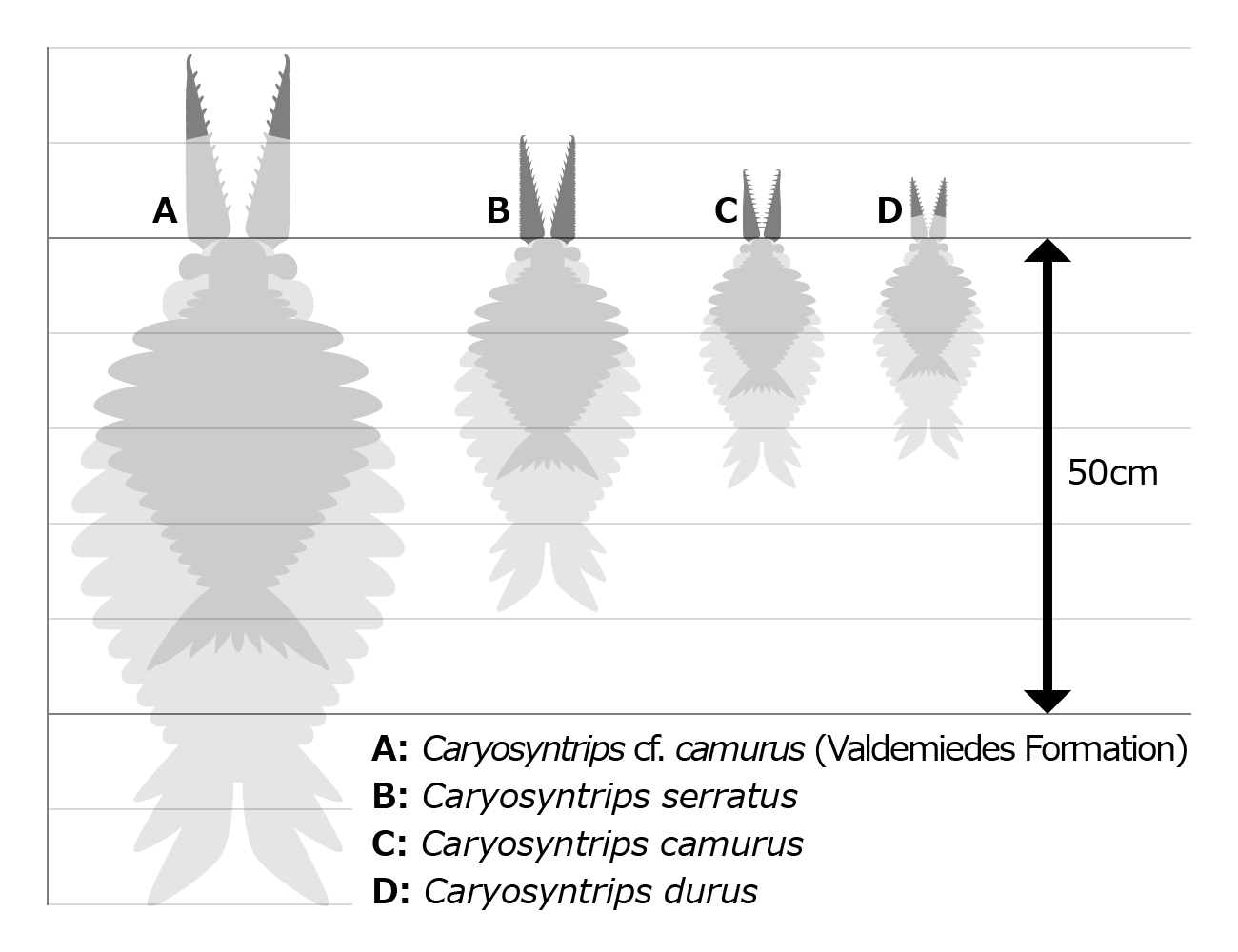
Estimación del tamaño de varias especies de Caryosyntrips, el tamaño se obtiene en relación con Anomalocaris, ya que hasta ahora no se han encontrado fósiles del tronco. Caryosyntrips cf. camurus (=Mureropodia apae) sería la especie de Caryosyntrips más grande conocida

Mureropodia fue interpretado posteriormente como la sección anterior del apéndice frontal de un radiodonto.
El espécimen, un apéndice frontal de Caryosyntrips, mide aproximadamente 8,2 cm de longitud y posee 6 podómeros. Su contorno se estrecha hacia el extremo distal, que se encuentra distorsionado. Los enditos ventrales miden alrededor de 6 mm, si se compara con Caryosyntrips camurus, debió haber tenido 12 en total. No posee enditos dorsales, aunque no se sabe con exactitud por la mala conservación de la superficie dorsal del apéndice.
Considerando que Mureropodia en realidad era un radiodonto, debería poseer un cuerpo flanqueado por lóbulos laterales, ojos pedunculados y otras características propias de los radiodontos, aunque no se sabe qué apariencia podrían haber tenido, ya que tampoco se conoce el cuerpo de ninguna especie de Caryosyntrips.

## Tafonomía
El fósil se conserva como una compresión aplanada formada por láminas de clorita, orientadas a lo largo de la superficie del cuerpo. Las láminas de clorita son mucho mayores que las que aparecen en la matriz rocosa y proporcionan un brillo verdoso al fósil. La presencia de masas de carbono y fósforo entre la clorita, ausentes en la matriz, suponen una composición carbonoso-fosfática de la cutícula original del espécimen.
La conservación de tejidos blandos en este yacimiento podría haberse debido a una rápida mineralización post mortem por la formación de minerales de la arcilla verdosos.

## Debate sobre MPZ 2009/1241
MPZ 2009/1241, el espécimen fósil, se describió originalmente como un lobópodo xenusio, Gámez et al. (2011) consideraron que se trataba de la sección anterior de uno de estos animales, un nuevo género (Mureropodia) y una nueva especie denominada Mureropodia apae. Sin embargo, Pates y Daley (2017) reinterpretaron el fósil como la punta de un apéndice frontal de Caryosyntrips, un género de radiodontos, e indicaron que la "probóscide" y "cabeza" son en realidad el segmento más anterior.
Por otro lado, Gámez et al. (2017) plantearon objeciones a Pates y Daley (2017). Esta referencia criticaba a Pates y Daley (2017) por ignorar muchos rasgos de MPZ 2009/1241, como el tejido muscular, las antenas, la probóscide y los rastros en forma de garra, entre otros. En respuesta a esta oposición, Pates et al. (2018), complementó algunas pruebas y rechazó la opinión de Gámez et al. (2017); se encontraron restos de lo que se creía que era musculatura y antenas en Gámez et al. (2011) y Gámez et al. (2017) en fósiles se extendían a la base lítica circundante, lo que indica que se trataba de rastros no biológicos que no pertenecían al fósil en cuestión. La punta del apéndice anterior, que se creía que era la cabeza, se parece poco a la cabeza de los lobópodos y, además, sólo se conoce una cabeza prominente en unas pocas especies de lobópodos, como Onychodictyon, además de que no es una característica común en estos animales. La relación entre el diámetro del "cuerpo" y la longitud del "lobópodo" es demasiado específica, incluso en comparación con otros lobópodos. Los restos de lo que se creía que eran garras en el extremo del "lobópodo" también son restos del proceso de formación de los fósiles y ni siquiera tienen la coloración oscura derivada del carbono que es habitual en las garras de los lobópodos.
A finales de la década de 2010, la mayoría de las literaturas no se ponían de acuerdo sobre las afinidades lobópodas de MPZ 2009/1241. Por ejemplo, Lerosey-Aubril y Pates (2018) siguen la interpretación de MPZ 2009/1241 como un radiodonto, estimándolo como un Caryosyntrips que medía entre 36,7 cm y 54 cm en vida.